# Macrotrachela lata
Macrotrachela lata är en hjuldjursart som beskrevs av De Koning 1947. Macrotrachela lata ingår i släktet Macrotrachela och familjen Philodinidae. Inga underarter finns listade i Catalogue of Life.